# Марек Сагановський
Марек Мирослав Сагановський (пол. Marek Mirosław Saganowski, нар. 31 жовтня 1978, Лодзь) — колишній польський футболіст, нападник. Після завершення виступів на футбольних полях — польський футбольний тренер. Виступав, зокрема, за клуби ЛКС (Лодзь), «Віторія» (Гімарайнш), «Саутгемптон», «Легія», а також національну збірну Польщі. Триразовий чемпіон Польщі. Дворазовий володар Кубка Польщі.

## Клубна кар'єра
Народився 31 жовтня 1978 року в місті Лодзь. Вихованець футбольної школи клубу ЛКС (Лодзь). Дорослу футбольну кар'єру розпочав 1994 року в основній команді того ж клубу, в якій провів два сезони, взявши участь у 34 матчах чемпіонату.
У 1996 році рідним клубом був відданий у оренду спочатку в нідерландський клуб «Феєнорд», а через півроку — до німецького клубу «Гамбург». Після нетривалого перебування за кордоном повернувся до клубу ЛКС (Лодзь), де виступав до 2000 року. Після повернення до рідного клубу став одним із основних гравців команди, зігравши за три роки 61 матч та провівши у них 18 м'ячів. У складі клубу став у сезоні 1997—1998 років чемпіоном Польщі. Подальшому розвитку кар'єри гравця завадила важка аварія, у яку Марек Сагановський потрапив у квітні 1998 року під час їзди на мотоциклі. Після аварії футболіст швидко відновився та продовжив грати за свій клуб.
У 2000 році перейшов до складу клубу «Орлен» (Плоцьк), де провів один сезон. У сезоні 2001—2002 грав у команді «Одра» (Водзіслав-Шльонський).
Своєю грою за останню команду привернув увагу представників тренерського штабу клубу «Легія», до складу якого приєднався 2002 року. Відіграв за команду з Варшави наступні три сезони своєї ігрової кар'єри. Більшість часу, проведеного у складі «Легії», був основним гравцем атакувальної ланки команди. У складі «Легії» був одним з головних бомбардирів команди, відзначившись у 67 проведених матчах 41 забитим голом.
У 2005 році повторно вирішив спробувати себе у закордонних командах. Сезон 2005—2006 років захищав кольори португальського клубу «Віторія» (Гімарайнш). Після проведеного одного сезону Сагановський перейшов до французького клубу «Труа», який віддав гравця у оренду до англійського клубу «Саутгемптон» уже у січні 2007 року. Через півроку «Саутгемптон» викупив контракт гравця. Сагановський виступав у Англії ще протягом року, а пізніше шість місяців провів у данському клубі «Ольборг». Через півроку, по закінченні оренди, повернувся до «Саутгемптона», де провів ще два роки.
У січні 2010 року перейшов до грецького клубу «Атромітос», де провів півтора року.
У червні 2011 року повернувся на батьківщину, у рідний клуб ЛКС (Лодзь). Після вильоту команди у нижчий дивізіон покинув клуб у червні 2012 року.
У червні 2012 року Марек Сагановський повернувся до складу клубу «Легія». Відтоді встиг відіграти за команду з Варшави 67 матчів у національному чемпіонаті, у яких відзначився 17 разів. У складі столичного клубу двічі став чемпіоном Польщі та двічі володарем національного кубку. 24 серпня 2014 року в матчі з «Короною» (Кельці) відзначився сотим м'ячем у польській Екстраклясі.

## Виступи за збірну
1996 року дебютував в офіційних матчах у складі національної збірної Польщі. Виступав у збірній до 2012 року, провів у формі головної команди країни 35 матчів, забивши 5 голів.
У складі збірної був учасником чемпіонату Європи 2008 року в Австрії та Швейцарії.

## Тренерська кар'єра
З 2016 до 2019 року Марек Сагановський працював асистентом головного тренера варшавської «Легії». У 2019 року на одному з матчів чемпіонату виконував обов'язки головного тренера замість дискваліфікованого Александара Вуковича. У 2020 році на матчі Суперкубку Польщі У грудні 2020 року очолив клуб «Мотор» з Любліна. У люблінській команді працював до кінця сезону 2021—2022 років. 25 жовтня 2022 року Марек Сагановський очолив команду «Погонь» з Седльців.

## Титули і досягнення
- Чемпіон Польщі (4):

ЛКС (Лодзь): 1997-98
«Легія» (Варшава): 2012-13, 2013-14, 2015-16
- Володар Кубка Польщі (3):

«Легія» (Варшава): 2012-13, 2014-15, 2015-16